# Decimo Giunio Bruto Callaico
Decimo Giunio Bruto Callaico (in latino Decimus Junius Callaicus; Roma, 185 a.C. ca – Roma, 129 a.C.) fu console della repubblica romana nel 138 a.C..
Era figlio di Marco Giunio Bruto, che era stato console nel 178 a.C., e fratello del pretore Marco Giunio Bruto. Ebbe come figlio Decimo Giunio Bruto e fu nonno di Decimo Giunio Bruto Albino. Fu probabilmente sposato con una donna di nome Clodia.

## Vita politica
Nel 138 a.C. divenne console assieme a Publio Cornelio Scipione Nasica. Deciso sostenitore della causa degli optimates, fu in contrasto con i tribuni della plebe; quando il senato propose di acquistare del grano per il popolo, egli rifiutò ma, allorché non concesse di congedare dieci soldati che ne avevano il diritto, il tribuno Gaio Curiazio lo fece imprigionare assieme al collega.
Più tardi ricevette la provincia dell'Hispania Ulterior, dove stroncò la rivolta di Tantalo; in seguito fondò nell'Hispania Citerior la città di Valentia Edetanorum, l'odierna Valencia, nella quale trasferì i soldati di Viriato, sconfitto nel 139 a.C.

## Campagna militare in Lusitania e nella Gallaecia meridionale

L'Iberia alcuni anni prima della spedizione di Decimo Giunio Bruto.

Bruto condusse le legioni romane nella sua campagna di pacificazione della Lusitania e del sud della Gallaecia (Galizia) dopo l'assassinio di Viriato, il capo dei Lusitani che condusse la guerra lusitana contro i romani (154-139 a.c). La Lusitania era tra i fiumi Tago (che sfocia a Lisbona) e Douro (che sfocia a Porto) e quindi copriva parte del Portogallo centrale e parte del Portogallo settentrionale. L'unico racconto di questa campagna che è sopravvissuto è di Appiano. Buto fu posto al comando della provincia della Spagna Ulteriore per via di attacchi da parte di molte bande di guerriglieri che emulavano Viriato. Siccome queste bande operavano in un'area troppo ampia e inseguirli era troppo difficile, Bruto decise di attaccare le città per vendetta, per distruggere le loro case e per ottenere bottino per i soldati.
Appiano non cita nessuna attraversata del Tago. Dunque Bruto deve aver cominciato la sua campagna a nord di questo fiume. L'L'archeologia mostra che conquistò la città di Olissipo (ora Lisbona) e la fortificò, probabilmente per usarla come avamposto per l'esercito, e stabilì un centro a Vissaium (Viseu). Nella sua l'avanzata verso nord distrusse gli insediamenti che incontrava sulla sua strada e devastò la campagna. Nel 137 a.C. attraversò i fiumi Dusius (Douro), Lethe (Limia) e Nimis (che non è stato identificato, ma che forse era il Minho, nella Galizia meridionale). Appiano scrisse che Bruto fu il primo romano che pensò di attraversare il Lethe. Questo era anche il nome di un fiume mitico dell'oltretomba. I superstiziosi soldati si rifiutarono di attraversarlo fino a quando Buto lo attraversò. Bruto attaccò i Bracari (una tribù della Gallaecia meridionale) perché saccheggiarono i bagagli del suo esercito. Alcuna gente fuggì sulle montagne con le proprie cose, ma quando si arresero, Bruto le prese come multa. C'erano donne che combattevano con gli uomini. Le donne combattenti si uccisero quando vennero catturate. Alcune città che si arresero si ribellarono di nuovo e vennero riprese.
Appiano citò Talabriga (ora Marnel, vicino a Águeda)  tra le città che si ribellarono di nuovo. Bruto ordinò agli abitanti di dargli disertori, i prigionieri, le armi e  gli ostaggi e di lasciare la città. Quando si rifiutarono li fece circondare dai soldati per spaventarli. Poi prese i cavalli, gli approvvigionamenti e i soldi pubblici, ma li sorprese restituendo città.
Pacificò la Lusitania e la Gallaecia meridionale. Non sappiamo di preciso  la maniera in cui i romani controllavano i popoli di questa area per via di mancanza di informazioni. Probabilmente vennero costretti a diventare alleati dei romani come alcuni dei celtiberi che vivevano più a est. Ci furono ulteriori conflitti tra i romani e i lusitani più tardi. La Lusitania e la Gallaecia furono annesse all'impero più tardi, prima o dopo le guerre cantabriche del 29-39 a.C., (nelle Asturie e la Cantabria al nord della Gallaecia) nella quale soppresse l'ultima ribellione contro i romani nella penisola. La Lusitania venne istituita come una provincia nuova. La Gallaecia divenne parte della Spagna Tarraconense, una provincia  nuova e più grande che rimpiazzò la Spagna Citeriore per includere la Spagna centrale e settentrionale

## Partecipazione nella campagna contro i Vaccaei
Poco dopo venne convinto da Marco Emilio Lepido Porcina, che era suo cognato e uno dei consoli per il 137 a.C., a partecipare a una sua campagna contro i Vaccei. Emilio fu mandato in Spagna Citeriore dopo che il senato rifiutò un trattato di pace tra i Celtiberi e Gaio Ostilio Mancino, (l'altro console dell'anno) che avrebbe terminato la guerra numantina (143-133 a.C.) Emilio non volle aspettate le istruzioni da Roma e invece accusò falsamente i Vaccei (che abitavano ad ovest dei Celtiberi e non lontano dalla Lusitania) di avere aiutato i celtiberi come scusa per fare una guerra. Devastò la campagna e assediò Pallantia, la città più grande. Degli emissari del senato gli domandarono perché voleva una nuova guerra e gli dissero di smettere la campagna. Emilio li rimandò a Roma a scrisse una lettera dicendo che abbandonare la guerra era troppo pericoloso. L'assedio fu molto lungo e le provvigioni dei Romani divennero scarse. Ci fu fame. Molti uomini e tutti gli animali moriroro. Emilio e Bruto dovettero abbandonare l'assedio. Si ritirarono disordinatamente e i Vaccei li attaccarono sui fianchi e sul retro, uccidendo molti Romani. Il senato tolse il comando e la carica di console a Emilio, lo richiamò a Roma, e lo multò. Non sembra che Bruto fu punito.

## Altri avvenimenti
Nel 136 a.C. Bruto celebrò il trionfo per le numerose vittorie avute sulle popolazioni dell'Iberia e il senato gli conferì il titolo di Callaicus.
Bruto dedicò (con versi di Lucio Accio, poeta a cui faceva da mecenate) un tempio a Ercole Callaico presso il Circo Flaminio a Roma nel 133 a.C. per commemorare le proprie vittorie.
Nel 129 a.C. servì di nuovo nell'esercito sotto il console Gaio Sempronio Tuditano
Lucio Accio, scrisse una tragedia sulla tirannia di Lucio Tarquinio Superbo (l'ultimo re di Roma) e la sua espulsione da Lucio Gunio Bruto (il fondatore della republica e avo di Callaico) in onore al suo magnate.
Sappiamo da Cicerone che egli fu un brillante oratore e che era versato nella letteratura greca e latina; fu inoltre un augure.